# Queenslandophilus monoporus
Queenslandophilus monoporus är en mångfotingart som beskrevs av Masatoshi Takakuwa 1937. Queenslandophilus monoporus ingår i släktet Queenslandophilus och familjen storjordkrypare. Inga underarter finns listade i Catalogue of Life.